# Mann (Kwajalein)
Mann (auch: Darūchi-tō, Daruuchi, Mian To, Miyan-tō, Tarwij, Tarwōjiōn, Tarwoj Island, Torrutj Island) ist eine Insel des Kwajalein-Atolls in der Ralik-Kette im ozeanischen Staat der Marshallinseln (RMI).

## Geographie
Das langgezogene, schmale und zweigeteilte Motu liegt im südlichen Saum des Atolls, welcher dort nach Norden zieht. Im Süden schließt sich Torrutj an. Die Mann Passage (Daruuchi-Passage) wird von den Motu gesäumt.
Weiter nördlich liegt die Insel Legan.

## Klima
Das Klima ist tropisch heiß, wird jedoch von ständig wehenden Winden gemäßigt. Ebenso wie die anderen Orte der Kwajalein-Gruppe wird Mann gelegentlich von Zyklonen heimgesucht.